# Autumn Reeser
Autumn Alicia Reeser (La Jolla, 21 settembre 1980) è un'attrice statunitense.

## Biografia
Figlia di Kim Handel e Tom Reeser, produttore esecutivo del canale televisivo statunitense KOCT, Reeser ha recitato in alcuni musical teatrali nella sua città dai sei ai diciassette anni, quando si è diplomata e trasferita a Los Angeles per studiare all'UCLA.
Il personaggio interpretato da Autumn nel 2005 in The O.C., Taylor Townsend, compare per la prima volta nel secondo episodio della terza stagione e diventa uno dei protagonisti nella quarta e ultima stagione. Successivamente ha preso parte ad un pilota per la CW, intitolato The World According to Barnes, in cui riveste il ruolo di "un legale e sorella di un agente dell'FBI, pragmatica ragazza del protagonista".
Oltre al ruolo di spicco in The O.C., Autumn è già comparsa in alcune serie tv statunitensi, fra cui la quinta stagione di Undressed, in molti programmi televisivi e nei film La ragazza della porta accanto e Americanese. Inoltre nel 2009 interpreta il comandante Lissette Hanley nel videogioco Command & Conquer: Red Alert 3.
Tra il 2010 e il 2011 figura nel cast principale della serie televisiva di fantascienza No Ordinary Family, dove interpreta il personaggio di Katie Andrews, tecnico di laboratorio e assistente della protagonista Stephanie.

### Vita privata

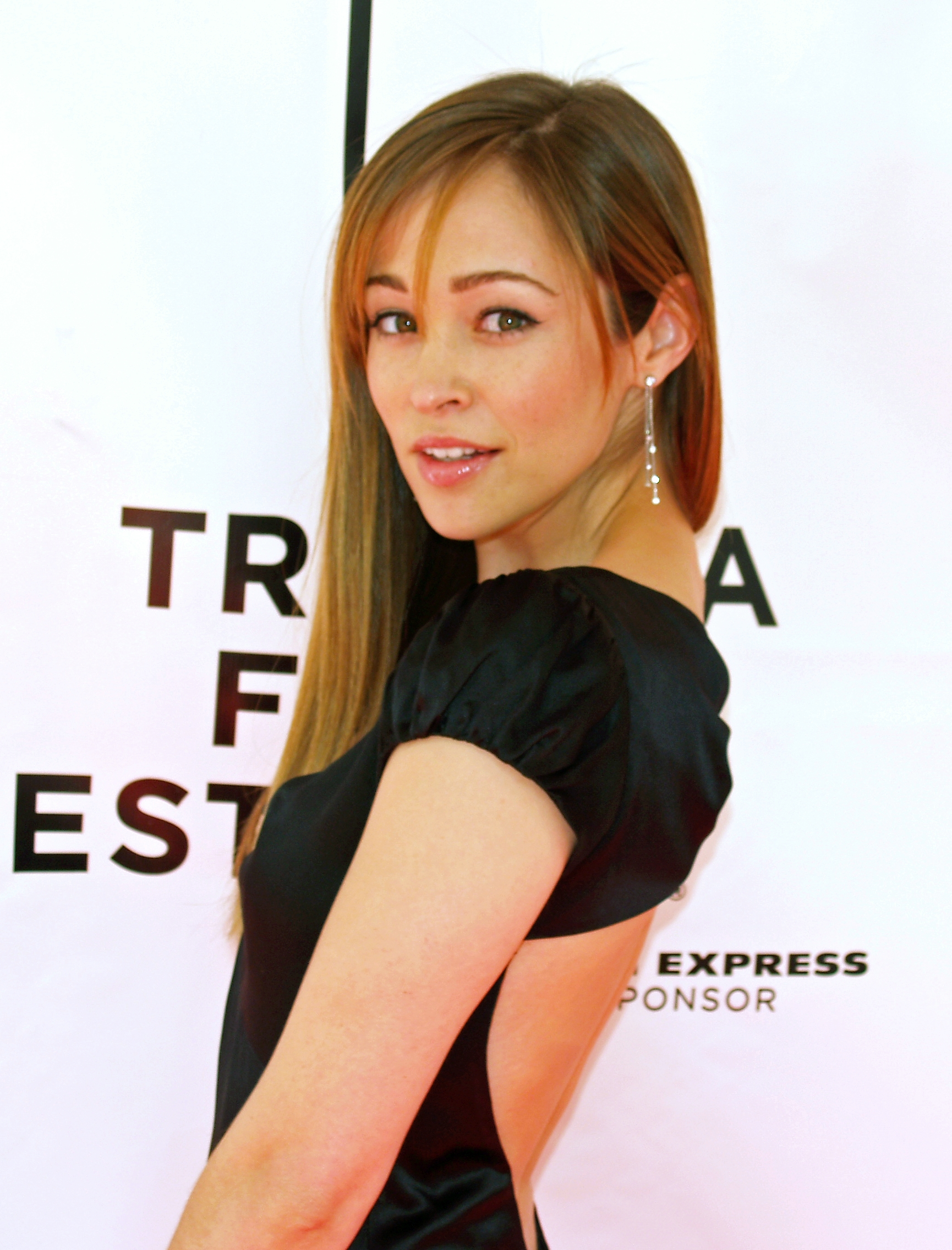
Autumn Reeser al Tribeca Film Festival nel 2007

Il 9 maggio 2009 ha sposato l'attore e scrittore Jesse Warren sotto una quercia bicentenaria, come da lei desiderato, in California. Il 5 maggio 2011 è nato il loro primo figlio, Finn; il 26 novembre 2013 la coppia ha avuto un secondo figlio, per poi divorziare nel novembre 2014.

## Curiosità
- La rivista Maxim l'ha collocata al 57º posto fra le donne più belle del mondo nel 2006 ed è anche apparsa sulla copertina americana di Stuff (Dicembre 2006)[6].

## Filmografia

### Cinema
- Into the Void, regia di Matt Weinglass (2000)
- The Plagiarist, regia di Aaron Proctor (2003) - cortometraggio
- La ragazza della porta accanto (The Girl Next Door), regia di Luke Greenfield (2004)
- Art Thief Musical, regia di Linus Lau (2004) - cortometraggio
- Our Very Own, regia di Cameron Watson (2005)
- Americanese, regia di Eric Byler (2006)
- Palo Alto, CA, regia di Brad Leong (2007)
- Lost Boys: The Tribe, regia di P.J. Pesce (2008)
- The Bannen Way, regia di Jesse Warren (2010)
- Smokin' Aces 2: Assassins' Ball, regia di P.J. Pesce (2010)
- The Big Bang, regia di Tony Krantz (2010)
- Let the Trumpet Talk, regia di Kristin Hanggi (2012) - cortometraggio
- Una spia al liceo (So Undercover), regia di Tom Vaughan (2012)
- Possessions, regia di Nathan Adolfson (2012)
- A country wedding, regia di Anne Wheeler (2015)
- Sully, regia di Clint Eastwood (2016)
- Kill 'em All - Uccidili tutti (Kill 'em All), regia di Peter Malota (2017)

### Televisione
- Undressed - serie TV, 7 episodi (1999)
- Thrills - serie TV, episodio 1x02 (2001)
- Star Trek: Voyager - serie TV, episodio 7x22 (2001)
- I Finnerty (Grounded for Life) - serie TV, 6 episodi (2001-2004)
- Maybe It's Me - serie TV, episodi 1x21-1x22 (2002)
- Birds of Prey - serie TV, episodio 1x03 (2002)
- The Brady Bunch in the White House, regia di Neal Israel (2002) - film TV
- George Lopez - serie TV, episodi 2x02-2x15 (2002-2003)
- CSI - Scena del crimine (CSI: Crime Scene Investigation) - serie TV, episodio 4x07 (2003)
- Cold Case - Delitti irrisolti (Cold Case) - serie TV, episodio 1x14 (2004)
- Selvaggi (Complete Savages) - serie TV, 12 episodi (2004-2005)
- C'è sempre il sole a Philadelphia (It's Always Sunny in Philadelphia) - serie TV, episodio 1x02 (2005)
- The O.C. - serie TV, 31 episodi (2005-2007)
- Ghost Whisperer - Presenze (Ghost Whisperer) - serie TV, episodio 3x02 (2007)
- Quel lupo mannaro di mio marito (Nature of the Beast), regia di Rodman Flender (2007) - film TV
- The World According to Barnes, episodio pilota scartato (2007)
- The American Mall, regia di Shawn Ku (2008) - film TV
- Pushing Daisies - serie TV, episodio 2x01 (2008)
- Valentine - serie TV, 8 episodi (2008-2009)
- Entourage - serie TV, 10 episodi (2009-2010)
- Avvocati a New York (Raising the Bar) - serie TV, episodi 2x11-2x13-2x15 (2009)
- Human Target - serie TV, episodi 1x06-1x08 (2010)
- No Ordinary Family - serie TV, 20 episodi (2010-2011)
- Royal Pains - serie TV, episodio 3x08 (2011)
- Hawaii Five-0 - serie TV, 6 episodi (2011-2013)
- Jane stilista per caso (Jane by Design) - serie TV, episodio 1x08 (2012)
- La parata dell'amore (Love at the Thanksgiving Day Parade), regia di Ron Oliver (2012) – film TV
- Last Resort - serie TV, 13 episodi (2012-2013)
- Terapia d'urto (Necessary Roughness) - serie TV, 7 episodi (2013)
- L'amore dietro la maschera (Midnight Masquerade), regia di Graeme Campbell (2014) - film TV
- Ricomincio da ieri (I Do, I Do, I Do), regia di Ron Oliver (2015) - film TV
- Hart of Dixie - serie TV, episodio 4x10 (2015)
- The Whispers - serie TV, episodi 1x01-1x02-1x03 (2015)
- Il vero amore (A Country Wedding), regia di Anne Wheeler - film TV (2015)
- Un amore inaspettato (Valentine Ever After), regia di Don McBrearty - film TV (2016)
- Criminal Minds: Beyond Borders - serie TV, episodio 1x06 (2016)
- Salvation - serie TV (2017)
- The Arrangement - serie TV, 10 episodi (2017-2018)
- La stagione dell'amore (Season for Love), regia di Jill Carter - film TV (2018)
- Natale a Bramble House (A Bramble House Christmas), regia di Steven R. Monroe - film TV (2018)
- Natale sotto le stelle (Christmas Under the Stars), regia di Allan Harmon - film TV (2019)
- Amore à la carte (Love on the Menu), regia di Ellie Kanner - film TV (2019)
- Il mio desiderio per Natale (A Glenbrooke Christmas), regia di David I. Strasser – film TV (2020)
- Il velo nuziale (The Wedding Veil), regia di Terry Ingram - film TV (2022)
- Il velo nuziale - Viaggio a Venezia (The Wedding Veil Unveiled), regia di Terry Ingram - film TV (2022)
- Il velo nuziale - L'eredità (The Wedding Veil Legacy), regia di Terry Ingram - film (2022)
- Il velo nuziale - Una dolce attesa (The Wedding Veil Expectations), regia di Peter Benson - film TV (2023)
- Il velo nuziale - Ritorno a Venezia (The Wedding Veil Inspiration), regia di Terry Ingram - film TV (2023)
- Il velo nuziale - Luna di miele in Grecia (The Wedding Veil Journey), regia di Ron Oliver - film TV (2023)

## Doppiatrici italiane
Nelle versioni in lingua italiana dei suoi lavori, Autumn Reeser è stata doppiata da:
- Francesca Manicone in Il velo nuziale, Il velo nuziale - Viaggio a Venezia, Il velo nuziale - L'eredità, Il velo nuziale - Una dolce attesa, Il velo nuziale - Ritorno a Venezia, Il velo nuziale - Luna di miele in Grecia
- Ilaria Latini in Cold Case - Delitti irrisolti, The O.C., No Ordinary Family, The Whispers, Ricomincio da ieri, Salvation
- Alessia Amendola in Selvaggi, Il vero amore
- Benedetta Degli Innocenti in Kill'em All - Uccidili tutti
- Selvaggia Quattrini in La stagione dell'amore
- Valentina Mari in Ghost Whisperer - Presenze
- Eleonora Reti ne L'amore dietro la maschera
- Cecilia Zincone in Un amore inaspettato
- Jolanda Granato in Una spia al liceo
- Roberta De Roberto in Hart of Dixie
- Perla Liberatori in The Big Bang
- Rossella Acerbo in Human Target
- Angela Brusa in Hawaii Five-0
- Domitilla D'Amico in Last Resort
- Gemma Donati in Entourage
- Valentina Favazza in Sully
- Loretta Di Pisa in 9-1-1